# 福山市立中央中学校
福山市立中央中学校（ふくやましりつ ちゅうおうちゅうがっこう）は広島県福山市西深津町五丁目にある男女共学の公立中学校。

## 沿革
- 1974年4月1日 - 福山市立城北・東両中学校の生徒増加対策により両校の学区の一部をもって現在地に開校する。
- 1977年 - 福山市東深津町のうちのおおよそ深津高地（福山暁の星女子中学校・高等学校や近畿中国四国農業研究センター本所のある丘）以西の地域を福山市西深津町としたことに伴い所在地表示が変更される（福山市東深津町→福山市西深津町）。

※福山市東深津町から福山市西深津町が分割されるというのは奇異に思えるが、これは深安郡深津村が福山市に編入された当時（1933年1月1日）、福山市中心部に深津町があったため旧深安郡深津村域で構成される町の名称は福山市東深津町とせざるを得なかったからである。福山市深津町は1965年9月1日の福山市中心部への住居表示実施により消滅し、福山市宝町の一部になったのだが、福山市東深津町はその後も町名変更せずに存続している。
- 1983年11月21日 - 住居表示実施により所在地表示が変更される（福山市西深津町1765番地→福山市西深津町五丁目22番1号）。

## 校名の由来
- 福山市の中心部（厳密には福山市中心部の東北部）に学区を持つ中学校であること。

## 概要
- おおよそJR山陽新幹線及び山陽本線、福山城跡、蔵王山系、深津高地に取り囲まれた地域を学区としている。
- 学校は校区東端に近い蔵王山麓の住宅街の中にあり、校地は広いとは言えない。また、プールはない。
- 2007年に校地の北～東にあったタクシー会社が経営破綻し、跡地は更地になったが、校地拡張計画はない（跡地は宅地になる予定）。
- 校門は東南（中国バスの通る福山市道に接続）と西側（福山市道に接続）の2箇所ある。正門は西側の門である。
- 校地と広島県道379号坪生福山線の間に数軒の民家があることから日照権を考慮して校舎は校地の南～西側にL字状に建設されている。そのためグラウンドは日当たりが悪く、雨や雪が降った後は乾きが遅い。
- 体育館は西北隅にあるが、舞台は短辺ではなく北側の長辺にある。
- 南校舎一階に職員室があるが、廊下も職員室に内包しているためその部分だけ外に迂回路が作られている。職員室内の通り抜けは一応できるが、定期試験期間中は試験内容漏洩を防ぐため生徒は通れなくなる。
- 昭和時代末期頃は生徒数が一千人を超えていたが、少子・高齢化やドーナツ化現象により次第に減少し、現在は300人程度になっている。

## 学区
- 特別の事情がない限り福山市立桜丘・西深津・東各小学校の児童全員が進学することになっている。各小学校の学区は以下の通りである。

福山市立桜丘小学校区
- 北美台
- 北吉津町2,3丁目の各一部
- 北吉津町4,5丁目
- 高美台
- 奈良津町

福山市立西深津小学校区
- 西深津町
- 東吉津町
- 三吉町5丁目

福山市立東小学校区
- 胡町
- 桜馬場町
- 城見町
- 大黒町
- 東町2,3丁目
- 本町
- 丸之内2丁目の一部
- 三吉町1～4丁目
- 吉津町
- 若松町

## 学区の地理

### 主要施設
- 広島県福山合同庁舎
- 広島地方裁判所福山支部
- 近畿中国四国農業研究センター本所
- 中国放送福山放送局及び福山ラジオ中継所
- 中国放送テレビ・広島テレビ放送・広島ホームテレビ・テレビ新広島・NHK（テレビ・FM）・広島エフエム放送福山蔵王中継局

### 名所・旧跡・観光地
- 水野勝成公墓所…元々は賢忠寺（福山市寺町）の敷地内だったが鉄道建設などにより独立した格好になった。
- 蔵王山・憩の森…この山に奈良時代初頭まで茨城があったとする説があるが、遺跡は発見されていない。
- 伝足利義昭居館跡…現在は蔀山（しとみやま）神社になっている。
- 福山自動車時計博物館…戦前に製造された自動車や江戸時代に製造された時計が展示されている。
- 正教寺…福山自動車時計博物館の北側にある寺院。広島県内で最も早く建立された日蓮正宗の末寺である[2]。
- 実相寺…福山市立桜丘小学校の南側にある寺院。神辺城から移築されたとの伝承がある門がある他、マンション建設の際発見された福山城三の丸の石垣が移築保存されている。

### 教育機関（小学校以上）
- 福山市立桜丘小学校
- 福山市立西深津小学校
- 福山市立東小学校
- 福山暁の星小学校（男女共学）
- 福山暁の星女子中学校・高等学校

### その他
- 大黒通り・胡町通り…本通りに続く商店街。但し交通事情の変化や郊外への大規模商業施設の進出により寂れている。
- 校区内には広島県警福山東警察署の交番が3箇所（胡町・深津・吉津）もある。大都会ならともかく狭い地域で交番密度が高いのは珍しいと言える。

## アクセス
- 最寄の鉄道駅はJR山陽新幹線・山陽本線・福塩線福山駅である。但し、徒歩で行くと30分以上かかる。
- 最寄のバス停は中国バス蔀山（旧：共済病院前）バス停である。井笠バス.Cも付近（広島県道379号坪生福山線）を通っているが、近くにバス停はない。
- 付近の道路は広島県道379号坪生福山線を含めて狭い道が多い上、管理者が通り抜けを好ましく思わない私道もあるので注意が必要である。

## 備考
- 校歌はそれぞれ同じ作詞者・作曲者が作ったことや同じ福山市西深津町五丁目にあることから福山市立西深津小学校のそれとよく似ている。
- ドーナツ化現象が著しい地理的事情もあるのか今のところ同窓会は設立されていない。
- 開校したのは1974年のことであるが、福山市の西北隣にあり、当時既に福山市から合併の申し入れを受けていた芦品郡新市町にも同名の中学校（新市町立中央中学校、現 福山市立新市中央中学校）があり、合併論議の起きている隣接自治体で同名の中学校が存在するという珍しい状況が生じた（2003年2月2日まで）。